# کیم هیو جو
کیم هیو جو (کره‌ای: 김효주; زادهٔ ۱۴ ژوئیهٔ ۱۹۹۵) گلف‌باز حرفه‌ای اهل کره جنوبی است.